# Маттіас фон Шметтов
Граф Маттіас фон Шметтов (нім. Matthias Graf von Schmettow; 9 листопада 1887, Поммерціг — 9 травня 1917, Па-де-Кале) — німецький офіцер-підводник, капітан-лейтенант кайзерліхмаріне.

## Біографія
Представник давнього прусського роду спадкових військовиків. 1 квітня 1906 року вступив на флот. Учасник Першої світової війни. З 24 червня 1915 по 4 травня 1916 року — командир підводного човна SM UC-6, з 18 липня 1916 року — SM UC-26, одночасно з 13 лютого по 2 березня 1917 року — SM UB-10, з 19 лютого по 19 березня 1917 року — SM UB-23. 8 травня 1917 року SM UC-26 був потоплений в Па-де-Кале глибинними бомбами і тараном британського есмінця Milne. 2 члени екіпажу вціліли, 26 (включаючи Шметтова) загинули.
Всього за час бойових дій потопив 78 кораблів загальною водотоннажністю 111 628 тонн і пошкодив 8 кораблів (31 271 тонна).
| Дата              | Назва корабля                     | Тип                   | Тоннаж | Вантаж                               | Загиблі | Країна             |
| ----------------- | --------------------------------- | --------------------- | ------ | ------------------------------------ | ------- | ------------------ |
| 14 серпня 1915    | Worsley                           | Траулер ВМС           | 309    |                                      | 1       | Британська імперія |
| 16 серпня 1915    | Japan                             | Траулер ВМС           | 205    |                                      | 5       | Британська імперія |
| 25 серпня 1915    | Disa                              | Пароплав              | 788    | Сіль                                 | 0       | Швеція             |
| 28 серпня 1915    | Dane                              | Траулер ВМС           | 265    |                                      | 5       | Британська імперія |
| 29 серпня 1915    | Sir William Stephenson            | Пасажирський пароплав | 1,540  | Генеральні вантажі                   | 2       | Британська імперія |
| 16 вересня 1915   | Africa                            | Пароплав              | 1,038  | Генеральні вантажі                   | 2       | Британська імперія |
| 18 вересня 1915   | Lydian                            | Траулер ВМС           | 244    |                                      | 8       | Британська імперія |
| 18 вересня 1915   | San Zeferino (пошкоджений)        | Танкер                | 6,430  | Мазут                                | 2       | Британська імперія |
| 20 вересня 1915   | Horden                            | Пароплав              | 1,434  | Баласт                               | 0       | Британська імперія |
| 23 вересня 1915   | Groningen                         | Пароплав              | 988    | Генеральні вантажі                   | 1       | Британська імперія |
| 24 вересня 1915   | Great Heart                       | Дрифтер ВМС           | 78     |                                      | 8       | Британська імперія |
| 27 вересня 1915   | Nigretia (пошкоджений)            | Пароплав              | 3,187  | Вугілля                              | 0       | Британська імперія |
| 5 жовтня 1915     | Alose                             | Траулер ВМС           | 214    |                                      | 12      | Франція            |
| 18 жовтня 1915    | Aleppo (пошкоджений)              | Пароплав              | 3,870  | Зерно і генеральні вантажі           | 0       | Британська імперія |
| 18 жовтня 1915    | Salerno                           | Пароплав              | 2,431  | Генеральні вантажі, пошта і пасажири | 0       | Норвегія           |
| 21 жовтня 1915    | Monitoria                         | Пароплав              | 1,904  | Вугілля                              | 0       | Британська імперія |
| 31 жовтня 1915    | Aries                             | Яхта ВМС              | 268    |                                      | 22      | Британська імперія |
| 31 жовтня 1915    | Eidsiva                           | Пароплав              | 1,092  | Вугілля                              | 0       | Норвегія           |
| 31 жовтня 1915    | Othello Ii                        | Траулер ВМС           | 206    |                                      | 9       | Британська імперія |
| 31 жовтня 1915    | Toward                            | Пароплав              | 1,218  | Генеральні вантажі                   | 0       | Британська імперія |
| 3 листопада 1915  | Friargate                         | Пароплав              | 264    | Суглинки                             | 2       | Британська імперія |
| 12 листопада 1915 | Moorside                          | Пароплав              | 311    | Вугілля                              | 8       | Британська імперія |
| 12 листопада 1915 | Nigel                             | Пароплав              | 1,400  | Урядові товари                       | 5       | Британська імперія |
| 12 січня 1916     | Traquair                          | Пароплав              | 1,067  | Вугілля                              | 0       | Британська імперія |
| 12 лютого 1916    | Leicester                         | Пароплав              | 1,001  | Генеральні вантажі                   | 17      | Британська імперія |
| 21 лютого 1916    | Carlton                           | Траулер ВМС           | 267    |                                      | 9       | Британська імперія |
| 24 лютого 1916    | Trignac                           | Пароплав              | 2,375  | Баласт                               | 0       | Франція            |
| 27 лютого 1916    | Empress Of Fort William           | Пароплав              | 2,181  | Вугілля                              | 0       | Британська імперія |
| 27 лютого 1916    | Maloja                            | Пасажирський пароплав | 12,431 | Пасажири і генеральні вантажі        | 155     | Британська імперія |
| 28 лютого 1916    | Angelus                           | Траулер ВМС           | 304    |                                      | 2       | Британська імперія |
| 28 лютого 1916    | Weigelia                          | Траулер ВМС           | 262    |                                      | 1       | Британська імперія |
| 4 березня 1916    | Flicker                           | Траулер ВМС           | 192    |                                      | 14      | Британська імперія |
| 23 березня 1916   | Corona                            | Траулер ВМС           | 212    |                                      | 13      | Британська імперія |
| 23 березня 1916   | Sea Serpent                       | Пароплав              | 902    | Гофровані оцинковані листи           | 14      | Британська імперія |
| 24 березня 1916   | Christianssund                    | Пасажирський пароплав | 1,017  | Генеральні вантажі, сіль і тютюн     | 0       | Данія              |
| 26 березня 1916   | Saint Cecilia                     | Пароплав              | 4,411  | Генеральні вантажі                   | 0       | Британська імперія |
| 7 квітня 1916     | Halcyon                           | Пароплав              | 1,319  | Генеральні вантажі                   | 0       | Британська імперія |
| 14 квітня 1916    | Shenandoah                        | Пароплав              | 3,886  | Генеральні вантажі                   | 2       | Британська імперія |
| 21 квітня 1916    | Estafette                         | Траулер ВМС           | 267    |                                      | 8       | Франція            |
| 29 квітня 1916    | Saint Corentin                    | Траулер ВМС           | 216    |                                      | 11      | Франція            |
| 16 May 1916       | Batavier V                        | Пасажирський пароплав | 1,569  | Пасажири і генеральні вантажі        |         | Нідерланди         |
| 19 Jun 1916       | Saint Jacques                     | Траулер               | 72     |                                      |         | Франція            |
| 23 вересня 1916   | Prinsessan Ingeborg (пошкоджений) | Пароплав              | 3,670  | Генеральні вантажі                   |         | Швеція             |
| 30 вересня 1916   | Maywood                           | Пароплав              | 1,188  | Вугілля і кокс                       | 0       | Британська імперія |
| 30 вересня 1916   | William George                    | Вітрильник            | 151    | Вугілля                              | 0       | Британська імперія |
| 1 жовтня 1916     | Vanellus                          | Пароплав              | 1,797  | Олія                                 | 3       | Британська імперія |
| 1 жовтня 1916     | Villebois Mareuil                 | Вітрильник            | 32     |                                      |         | Франція            |
| 3 жовтня 1916     | Ada                               | Пароплав              | 1,111  | Залізна руда                         | 0       | Норвегія           |
| 4 жовтня 1916     | Risholm                           | Пароплав              | 2,550  | Вугілля                              | 0       | Норвегія           |
| 5 жовтня 1916     | Isle Of Hastings                  | Пароплав              | 1,575  | М'ясні консерви                      | 0       | Британська імперія |
| 13 жовтня 1916    | Mercator                          | Пароплав              | 2,827  |                                      | 0       | Фінляндія          |
| 27 жовтня 1916    | Blanc Nez                         | Траулер ВМС           | 247    |                                      | 17      | Франція            |
| 28 жовтня 1916    | Galeka                            | Шпитальне судно       | 6,772  |                                      |         | Британська імперія |
| 30 жовтня 1916    | Saint Hubert                      | Траулер ВМС           | 216    |                                      | 16      | Франція            |
| 1 листопада 1916  | Torpilleur 300                    | Торпедний катер       | 99     |                                      | 12      | Франція            |
| 15 листопада 1916 | Saint Leonards (пошкоджений)      | Пароплав              | 4,574  | Зерно                                | 0       | Британська імперія |
| 16 листопада 1916 | Anthony Hope                      | Траулер ВМС           | 288    |                                      | 2       | Британська імперія |
| 16 листопада 1916 | Joachim Brinch Lund               | Пароплав              | 1,603  | Залізна руда                         | 9       | Норвегія           |
| 16 листопада 1916 | San Nicolao                       | Пароплав              | 2,697  |                                      |         | Португалія         |
| 17 листопада 1916 | Monmouth (пошкоджений)            | Пароплав              | 4,078  | Сталь і овес                         | 0       | Британська імперія |
| 19 листопада 1916 | Finn                              | Пароплав              | 3,806  | Вугілля і кокс                       | 0       | Норвегія           |
| 21 листопада 1916 | Cap Lihou                         | Вітрильник            | 252    | Вугілля                              |         | Франція            |
| 22 листопада 1916 | Brierton                          | Пароплав              | 3,255  | Зерно                                | 0       | Британська імперія |
| 22 листопада 1916 | Trym                              | Пароплав              | 1,801  | Вугілля                              | 0       | Норвегія           |
| 23 листопада 1916 | Dansted                           | Пароплав              | 1,499  | Вугілля                              | 0       | Данія              |
| 25 листопада 1916 | Alfred De Courcy                  | Вітрильник            | 164    |                                      |         | Франція            |
| 25 листопада 1916 | Malvina                           | Вітрильник            | 112    | Вугілля                              | 0       | Франція            |
| 10 грудня 1916    | Strathalbyn                       | Пароплав              | 4,331  | Генеральні вантажі                   | 0       | Британська імперія |
| 28 січня 1917     | Egret                             | Пароплав              | 4,055  | Деревина                             |         | Російська імперія  |
| 28 січня 1917     | Argo                              | Пароплав              | 1,261  | Вугілля                              | 9       | Норвегія           |
| 28 січня 1917     | Heimland I                        | Пароплав              | 505    | Вугілля                              | 0       | Норвегія           |
| 28 січня 1917     | Mona’s Queen (пошкоджений)        | Пасажирський пароплав | 1,200  |                                      |         | Британська імперія |
| 7 лютого 1917     | Noella                            | Траулер ВМС           | 277    |                                      |         | Франція            |
| 10 квітня 1917    | P 26                              | Патрульний катер      | 613    |                                      | 19      | Британська імперія |
| 10 квітня 1917    | Salta                             | Шпитальне судно       | 7,284  | Медичні припаси                      | 86      | Британська імперія |
| 11 квітня 1917    | Amy                               | Траулер ВМС           | 270    |                                      | 9       | Британська імперія |
| 11 квітня 1917    | Branksome Hall (пошкоджений)      | Пароплав              | 4,262  | Сіно та овес                         | 0       | Британська імперія |
| 11 квітня 1917    | Duchess Of Cornwall               | Пароплав              | 1,706  |                                      | 23      | Британська імперія |
| 13 квітня 1917    | Gambetta                          | Вітрильник            | 39     |                                      | 0       | Франція            |
| 14 квітня 1917    | Tom                               | Пароплав              | 2,413  | Залізна руда                         | 0       | Іспанія            |
| 18 квітня 1917    | Surcouf                           | Вітрильник            | 195    |                                      | 0       | Франція            |
| 19 квітня 1917    | Senator Dantziger                 | Вітрильник            | 164    | Вугільні реторти                     | 0       | Британська імперія |
| 2 травня 1917     | Certo                             | Пароплав              | 1,629  | Вугілля                              | 0       | Норвегія           |
| 2 травня 1917     | HMS Derwent                       | Есмінець              | 555    |                                      | 58      | Британська імперія |
| 3 травня 1917     | Ussa                              | Пароплав              | 2,066  | Сіно та вагони                       | 0       | Британська імперія |
| 8 травня 1917     | Iris                              | Вітрильник            | 75     | Баласт                               | 4       | Британська імперія |

## Звання
- Морський кадет (1 квітня 1906)
- Фенріх-цур-зее (6 квітня 1907)
- Лейтенант-цур-зее (30 вересня 1909)
- Оберлейтенант-цур-зее (19 вересня 1912)
- Капітан-лейтенант (26 квітня 1917)

## Нагороди
- Залізний хрест 2-го і 1-го класу
- Хрест «За військові заслуги» (Брауншвейг)
- Королівський орден дому Гогенцоллернів, лицарський хрест з мечами (22 листопада 1916)